# 丹·福尔考什
丹·福尔考什（羅馬尼亞語：Dan Farcaș，1940年4月1日—）是羅馬尼亞數學家、電腦科學家、飛碟學家，不明空中現象研究協會主席，羅馬尼亞醫學科學院成員。
出生於雷希察。布加勒斯特大學博士。1991年至2010年任羅馬尼亞醫學信息學會副主席。1998年與揚·霍巴納等人共同建立不明空中現象研究協會，擔任副主席，2011年起任主席。
2006年成為雷希察榮譽市民。